# Milton Rosen (ingénieur)
Pour les articles homonymes, voir Rosen.
Milton Rosen, né le 25 juillet 1915 et mort le 30 décembre 2014, est un ingénieur américain et chef de projets à la NASA entre la fin de la Seconde Guerre mondiale et le début du programme Apollo. Il a dirigé le développement des fusées Viking et Vanguard, et a participé aux décisions importantes des débuts de l'histoire de la NASA, qui ont conduit au développement des fusées Saturn.

## Biographie
Ingénieur électricien, il rejoint l'équipe du Naval Research Laboratory en 1940, où il travaille en particulier sur les systèmes de guidage des missiles.
À la fin de la guerre il travaille pour l'US Naval Research Laboratory (NRL). Il y dirige le développement des fusées Viking et Vanguard. Il rédige fin 1954 un rapport où il préconise l'utilisation de fusées pour la mise en orbite de satellites artificiels. L'US Navy qui était en compétition avec l'équipe de Wernher von Braun a dans un premier temps la préférence des dirigeants. Cependant l'échec du lancement d'une fusée Vanguard en décembre 1957 conduit au choix d'une fusée Jupiter-C basée sur un missile Redstone, projet dirigé par von Brown.
En 1958 il rejoint la NASA, où il travaille en tant qu'administrateur sénior, et après une longue retraite il meurt d'un cancer de la prostate en 2014.

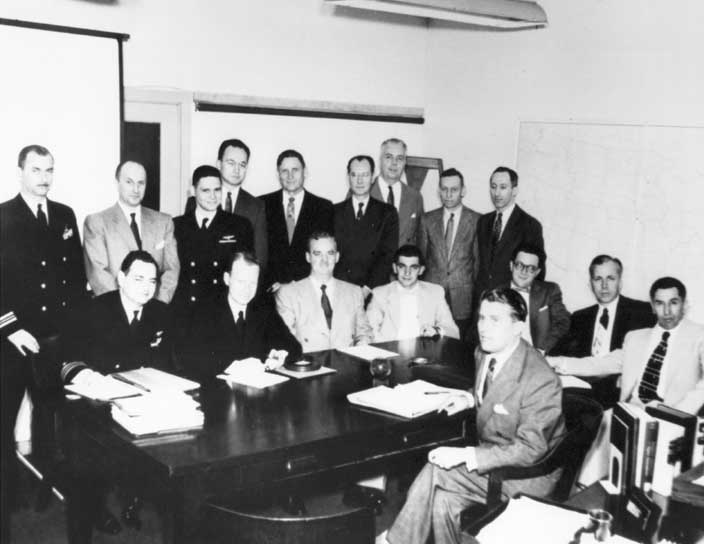
Réunion du Project Orbiter Committee en 1955 avec Wernher von Braun (Milton Rosen est à droite de la photo).